# Megascops sanctaecatarinae
Megascops sanctaecatarinae là một loài chim trong họ Strigidae.